# Coppa Latina 1957 (hockey su pista)
La Coppa Latina 1957 è stata la 2ª edizione dell'omonima competizione europea di hockey su pista riservata alle squadre nazionali. Il torneo ha avuto luogo dal 12 al 14 dicembre 1957.
La vittoria finale è andata alla nazionale del Portogallo che si è aggiudicata il torneo per la prima volta nella sua storia.

## Formula
La Coppa Latina 1957 vede la partecipazione delle nazionali della Francia, dell'Italia, del Portogallo e della Spagna. La manifestazione fu organizzata con un girone all'italiana, con gare di sola andata di 3 giornate: erano assegnati due punti per l'incontro vinto, un punto a testa per l'incontro pareggiato e zero la sconfitta. Al termine del torneo la squadra prima classificata venne proclamata vincitrice della coppa.

## Risultati
| Squadra    | Pt | G | V | N | P | GF | GS | DG  |
| ---------- | -- | - | - | - | - | -- | -- | --- |
| Portogallo | 4  | 3 | 1 | 2 | 0 | 12 | 3  | +9  |
| Italia     | 4  | 3 | 1 | 2 | 0 | 8  | 4  | +4  |
| Spagna     | 4  | 3 | 1 | 2 | 0 | 11 | 7  | +4  |
| Francia    | 0  | 3 | 0 | 0 | 3 | 2  | 19 | -17 |

| Bologna 12 dicembre 1957 | Francia | 2 – 6 | Spagna |  |

| Bologna 12 dicembre 1957 | Italia | 1 – 1 | Portogallo |  |

| Bologna 13 dicembre 1957 | Portogallo | 2 – 2 | Spagna |  |

| Bologna 13 dicembre 1957 | Francia | 0 – 4 | Italia |  |

| Bologna 14 dicembre 1957 | Italia | 3 – 3 | Spagna |  |

| Bologna 14 dicembre 1957 | Francia | 0 – 9 | Portogallo |  |